# シヴ・セーナー
シヴ・セーナー (Shiv Sena , शिव सेना) は、インドのマハーラーシュトラ州を中心として、主にインド西部に支持基盤を持つ強硬右派政党。芸能界にも影響力が強く、現在のムンバイの市政を握っており、南インドから移住してくる住民を攻撃したりしている。

## 名称
シヴァージー（マラーターを率い、マラーター王国を建国した中世インドの王）の軍隊（セーナー）の意。日本のメディアでは シブ・セナ または シブセナ と表記される場合が多い。

## 歴史

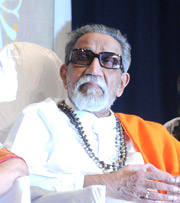
バール・タークレー

1966年6月19日、バール・タークレーによって設立。当初からタークレーは漫画Marmikで移民排斥を訴えており、ムンバイ（旧ボンベイ）の労働運動に強い影響力を持っていたインド共産党排除を掲げることで財界や移民に不満を持つ失業者から支援された。
2008年11月26日、デカン・ムジャーヒディーンによるムンバイ同時多発テロで死者172人、負傷者239人が出た結果、2009年のローク・サバー（インド下院）総選挙では、政党連合・国民民主同盟の一員として、11議席を獲得した。
今日はインド人民党などのヒンドゥー至上主義に近いものの、北部や西海岸に多いイスラム教徒の排斥ばかりでなく、南部から移住してきた住民も排斥する傾向にあり、現在もマラーティー語を話す地元民を優遇し、「マラーティー至上主義」と言われるなど人種主義的傾向が濃く、極右視されることもある。
2006年にはバール・タークレーの甥、ラージ・タークレーがより強硬なマハラシュトラ・ナヴニルマン・セーナーを旗揚げした。

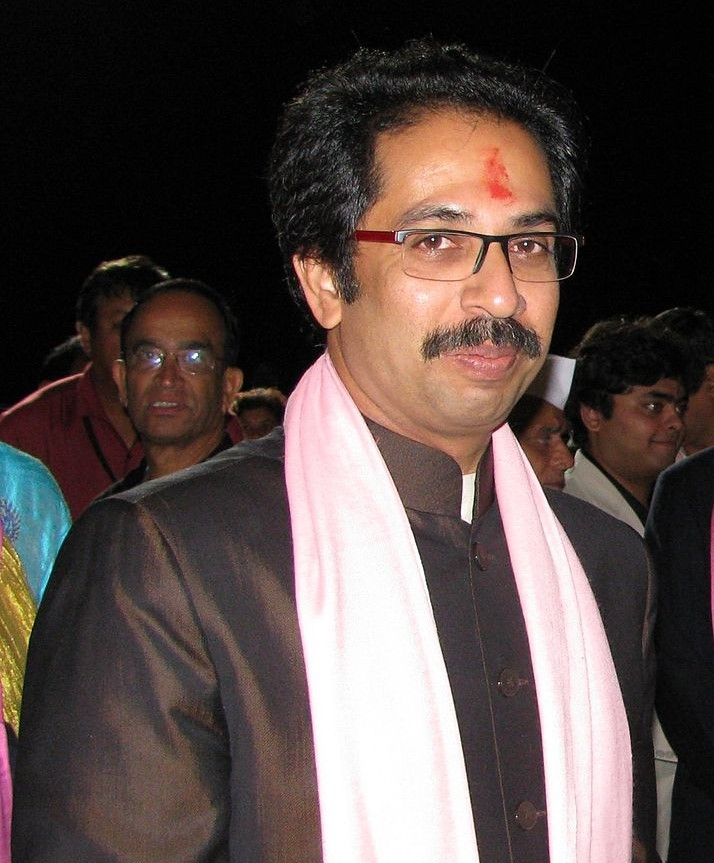
ウダフ・タークレー

2012年11月16日、創設者のバール・タークレーは86歳で亡くなった。後継者は息子のウダフ・タークレー。